# Xã Fenter, Quận Grant, Arkansas
Xã Fenter (tiếng Anh: Fenter Township) là một xã thuộc quận Grant, tiểu bang Arkansas, Hoa Kỳ. Năm 2010, dân số của xã này là 909 người.